# Heartland Championship 2022
El Campeonato Heartland 2022 fue la decimosexta edición del torneo de segunda división de rugby de Nueva Zelanda.

## Sistema de disputa
Cada equipo disputó 8 encuentros frente a sus rivales.
- Los cuatro equipos con mejor clasificación al final de la fase de grupos clasificaron a las semifinales de la Copa Meads buscando el título de la competición.

- Los equipos entre la quinta y octava posición al final de la fase de grupos clasificaron a las semifinales de la Copa Lochore, la copa que se asigna al ganador de los playoff por el quinto puesto.

## Clasificación
| Pos. | Equipo            | Encuentros | Encuentros | Encuentros | Encuentros | Tantos | Tantos | Tantos | PB | Puntos |
| Pos. | Equipo            | PJ         | PG         | PE         | PP         | F      | C      | Dif    | PB | Puntos |
| ---- | ----------------- | ---------- | ---------- | ---------- | ---------- | ------ | ------ | ------ | -- | ------ |
| 1.º  | South Canterbury  | 8          | 8          | 0          | 0          | 368    | 122    | +246   | 7  | 39     |
| 2.º  | Wanganui          | 8          | 7          | 0          | 1          | 352    | 142    | +210   | 8  | 36     |
| 3.º  | Thames Valley     | 8          | 5          | 0          | 3          | 247    | 189    | +58    | 7  | 27     |
| 4.º  | King Country      | 8          | 5          | 0          | 3          | 218    | 201    | +17    | 6  | 25     |
| 5.º  | North Otago       | 8          | 4          | 0          | 4          | 315    | 201    | +114   | 7  | 23     |
| 6.º  | Horowhenua-Kapiti | 8          | 4          | 0          | 4          | 218    | 298    | -80    | 5  | 20     |
| 7.º  | Mid Canterbury    | 8          | 4          | 0          | 4          | 155    | 242    | -87    | 2  | 18     |
| 8.º  | East Coast        | 8          | 3          | 0          | 5          | 214    | 249    | -35    | 6  | 18     |
| 9.º  | Buller            | 8          | 3          | 0          | 5          | 216    | 386    | -170   | 5  | 17     |
| 10.º | Poverty Bay       | 8          | 3          | 0          | 5          | 183    | 242    | -59    | 5  | 16     |
| 11.º | Wairarapa Bush    | 8          | 2          | 0          | 6          | 199    | 297    | -98    | 5  | 13     |
| 12.º | West Coast        | 8          | 0          | 0          | 8          | 185    | 301    | -116   | 7  | 7      |

|  | Semifinales Copa Meads.   |
|  | Semifinales Copa Lochore. |

## Copa Lochore - Quinto Puesto

### Semifinal
| 15 de octubre | North Otago | 15 - 31 | Mid Canterbury |  |  |

| 15 de octubre | Horowhenua-Kapiti | 30 - 37 | East Coast |  |  |

### Final
| 23 de octubre | East Coast | 25 - 20 | Mid Canterbury |  |  |

| Bandera de Nueva Zelanda        |
| Ganador Copa Lochore East Coast |
| Primer título                   |

## Copa Meads

### Semifinal
| 15 de octubre | South Canterbury | 76 - 9 | King Country |  |  |

| 15 de octubre | Wanganui | 25 - 18 | Thames Valley |  |  |

### Final
| 22 de octubre | South Canterbury | 47 - 36 | Wanganui |  |  |

| Bandera de Nueva Zelanda |
| Campeón South Canterbury |
| Segundo título           |